# Torill Fjeldstad
Torill Fjeldstad (* 22. Februar 1958 in Bærum) ist eine ehemalige norwegische Skirennläuferin. Sie gehörte Anfang der 1980er Jahre zu den weltbesten Abfahrtsläuferinnen.
In den Jahren 1975 und 1976 wurde Fjeldstad Junioreneuropameisterin in der Abfahrt. Bereits davor hatte sie am 4. Januar 1975 mit dem dritten Platz im Slalom von Garmisch-Partenkirchen ihren ersten Podestplatz im Weltcup erreicht. Zu Beginn der 1980er-Jahre konzentrierte sie sich zunehmend auf die Abfahrt und erzielte nach längerer Pause wieder drei Podestplätze im Weltcup: Im Dezember 1980 einen zweiten Platz in Piancavallo sowie einen dritten Platz in Zauchensee und im Januar 1981 einen dritten Platz in Megève. All diese Platzierungen waren zu diesem Zeitpunkt die besten überhaupt für die norwegischen Damen im Weltcup.
Bei den Olympischen Winterspielen 1980 in Lake Placid fuhr Fjeldstad in der Abfahrt auf den 7. Rang. In der WM-Abfahrt von Schladming / Haus 1982 fuhr Fjeldstad als Vierte knapp an einer Medaille vorbei. 1984 beendete sie ihre Karriere nach zwei punktlosen Saisons.